# Duquesne Incline
| Duquesne Incline | Duquesne Incline         |
| ---------------- | ------------------------ |
|                  |                          |
| Streckenlänge:   | 0,240 km                 |
| Spurweite:       | 1524 mm (Russische Spur) |
|                  |                          |

Die Duquesne Incline ist eine der beiden noch bestehenden und betriebenen Standseilbahnen in Pittsburgh im US-Bundesstaat Pennsylvania. Sie überwindet das steile Südufer gegenüber dem Zusammenfluss von Allegheny River und Monongahela River, die sich hier zum Ohio River vereinigen. Diese Inclines wurden zumeist im letzten Quartal des 19. Jahrhunderts eingerichtet, um den Stahlarbeitern, die auf den angrenzenden Hochflächen der Stadt wohnten, den schnellen Zugang zu ihren unten am Flussufer gelegenen Arbeitsstätten zu ermöglichen.
Die obere Station der Duquesne Incline auf der nach George Washington benannten Anhöhe hat musealen Charakter und versetzt durch ihre ursprünglichen Einrichtungen, durch Fotos, Zeichnungen und Fahrpläne in die Zeit zurück, in der die Eisen- und Stahlstadt Pittsburgh das „Essen der USA“ war. Die Fahrkarten werden wie ehedem vom zeitgenössisch gekleideten Personal gelocht. Die beiden im Wechsel verkehrenden Wagen stammen aus dem Anfang des 20. Jahrhunderts. Von der oberen Station aus bietet sich zugleich ein imposantes Stadtpanorama, das den wirtschaftlichen Wandel Pittsburghs seit den 1980er Jahren von der unter Rauch und Abgasen leidenden Stahl- und Eisenstadt zum Zentrum von Dienstleistungen beweist.
Die Bahn ist in der heute für die USA heute höchst ungewöhnlichen (alten) „Russischen Spurweite“ von 1524 mm ausgeführt.